# Mouvement du 30 Mai

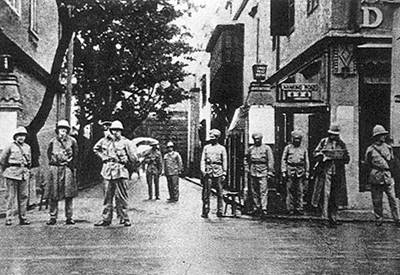
Policiers britanniques et sikhs — Shanghai, 1925.

Le mouvement du 30 mai (chinois : 五卅运动 ; pinyin : wǔsà yùndòng, 30 mai 1925) est un mouvement ouvrier et anti-impérialiste qui a lieu durant la Première République chinoise. Il débute lorsque des agents de la police municipale britannique de la concession internationale de la ville de Shanghai ouvrent le feu sur des manifestants chinois. La fusillade a suscité la réprobation internationale et des manifestations contre les puissances coloniales étrangères en Chine.

## Les origines de l'incident
La seconde guerre Zhili-Fengtian opposant la puissante clique du Fengtian et celle du Zhili est la plus destructrice des crises que la Chine ait connues depuis 1911. Le gouvernement contrôlé par la clique du Zhili, soutenu par des intérêts commerciaux anglo-américains, est évincé par le seigneur de la guerre projaponais Zhang Zuolin, qui met en place un gouvernement dirigé par Duan Qirui en novembre 1924. Mais la guerre laisse un gouvernement central en faillite et Duan a peu d'autorité en dehors de Pékin. Le pouvoir au Nord est partagé entre Zhang et Feng Yuxiang, soutenu par les Soviétiques. Le soutien de l'opinion publique tombe au plus bas, tandis qu'au Sud on dénigre les militaristes du Nord sous le nom de junfa (军阀, jūnfá, « seigneurs de la guerre »). Avec ses penchants monarchistes et sa base dans la Mandchourie conservatrice, Zhang représente l'extrême-droite dans la politique chinoise et pourrait trouver quelques partisans dans la Chine du Sud.
Par ailleurs d'importantes grèves locales avaient eu lieu dans les années 1922-1923, notamment dans le port de Hong Kong, paralysé par la grève de 100 000 ouvriers et employés entre janvier et mars 1922. Mais le mouvement syndicaliste chinois se heurte aux seigneurs de la guerre davantage qu'aux Occidentaux ou aux Japonais. Wu Peifu réprime ainsi brutalement une grève dans les chemins-de-fer, sur la ligne Pékin-Hankou (zh) (aujourd'hui Wuhan), faisant quatre morts et de nombreux blessés. Le Guomindang, nationaliste, et le parti communiste, alliés à partir de 1924 à l'occasion du Premier Front uni, mettent en place une administration, avec l'aide non officielle de la Russie soviétique, dans la province méridionale du Guangdong.
Profitant du deuil national qui suit la mort du héros de la République chinoise Sun Yat-sen, le 12 mars, le Guomindang galvanise les organisations prochinoises, anti-impérialistes et anti-occidentales dans les grandes villes chinoises. Les groupes communistes disposent d'une capacité accrue à fomenter des troubles à Shanghai, où la main-d'œuvre locale est en proie à des problèmes dus à l'absence d'inspection légale des usines ou de recours pour les plaintes des ouvriers.
Durant les premiers mois de 1925, les grèves et les conflits entre la main-d'œuvre chinoise et l'encadrement japonais se multiplient. Le 15 mai 1925, un contremaître japonais tue un ouvrier chinois, Ku Cheng-hung, dans une filature japonaise de la concession internationale de Shanghai. Les semaines suivantes, faisant de Ku Cheng-hung un martyr, syndicats et groupes d'étudiants chinois organisent de nombreuses manifestations et grèves contre les industries gérées par les étrangers, notamment les Japonais.

## L'incident

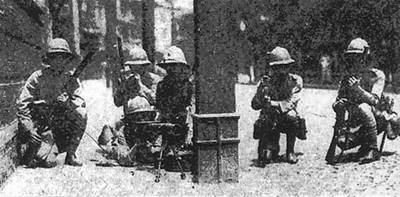
Policiers britanniques — Shanghai, 1925.

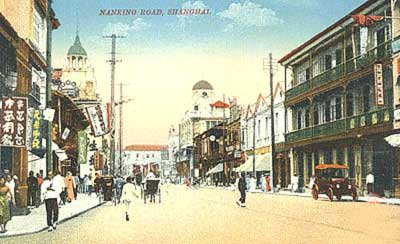
La rue de Nankin dans les années 1920.

Le matin du 30 mai, la police municipale de Shanghai arrête quinze meneurs d'une manifestation étudiante qui a lieu dans et aux alentours de la rue de Nankin dans la concession internationale. Les manifestants arrêtés sont détenus dans le poste de police de Louza (Laozha), qui est bloqué, dans l'après-midi, par une immense foule de Chinois massée à l'extérieur. Les manifestants réclament que les détenus leur soient remis, et quelques-uns pénètrent à l'intérieur du poste.
Seulement une douzaine d'agents de police en tout sont présents. Selon la police et des témoins, des cris de « Mort aux étrangers ! » retentissent dans les minutes qui précédent la fusillade et la manifestation commence à devenir violente,. Aux alentours de quinze heures trente, le commandant du poste de police tire sur la foule avec son revolver.
Les policiers sikhs et chinois ouvrent alors le feu à leur tour. Au moins quatre manifestants sont tués sur le coup, de nombreux autres sont blessés, dont cinq meurent plus tard de leurs blessures. Selon d'autres sources, douze manifestants sont tués, des dizaines d'autres blessés.

## Les conséquences
Dans les jours qui suivent, commerçants et ouvriers se mettent en grève. Les grèves, associées à de violentes manifestations et des émeutes, gagnent toute la Chine et provoquent l'arrêt de l'économie. En 1925 en effet les filatures étrangères emploient davantage de main-d'œuvre que les filatures chinoises et les deux tiers de l'industrie cotonnière sont concentrées à Shanghai et Qingdao. À Canton, le 23 juin, une cinquantaine de Chinois sont tués par les franco-britanniques.
Les demandes des manifestants ont avant tout un caractère nationaliste : départ des troupes étrangères, retour des concessions étrangères à la Chine. Le parti communiste chinois, du fait que le mouvement se développe surtout dans le milieu ouvrier, en tire bénéfice : en janvier 1925, il compte moins de 1 000 membres, mais 10 000 en novembre, 30 000 en juillet 1926. De même le mouvement syndical est relancé : les syndicats comptent 1 240 000 membres en mai 1926, le double de l'année précédente.
En novembre 1925, alors que Chiang Kai-shek a affermi son pouvoir après la mort de Sun Yat-sen et que les commerçants chinois veulent reprendre leurs affaires, les grèves et les manifestations commencent à se raréfier. Elles continuent à Hong-Kong jusqu'en 1926.

## Informations externes
- (en) Cet article est partiellement ou en totalité issu de l’article de Wikipédia en anglais intitulé « May Thirtieth Movement » (voir la liste des auteurs).